# Acolman
Acolman är en kommun i Mexiko. Den ligger i delstaten Mexiko, i den centrala delen av landet, cirka 30 kilometer nordost om huvudstaden Mexico City. Huvudorten i kommunen är Acolman de Nezahualcóyotl, medan Tepexpan är den klart största staden. Kommunen hade 136 558 invånare vid folkräkningen 2010, varav drygt 5 500 bodde i kommunhuvudorten. Acolman ingår i Mexico Citys storstadsområde och kommunens area är 83,95 kvadratkilometer.